# Orthoraphis paula
Orthoraphis paula is een vlinder uit de familie van de grasmotten (Crambidae), uit de onderfamilie van de Lathrotelinae. De wetenschappelijke naam van deze soort is voor het eerst gepubliceerd in 1931 door Reginald James West.
De soort komt voor in de Filipijnen (Luzon).